# 新世紀福音戰士 碇真嗣偵探日記
《新世紀福音戰士 碇真嗣偵探日記》是日本漫畫家吉村工創作的日本漫畫作品，於漫畫雜誌《月刊Asuka》（角川書店）2010年4月號開始連載，2011年1月號完結。本作為動畫《新世紀福音戰士》的眾多衍生作品之一，在設定上和原作有一定的差異。

## 劇情

### 設定
本作最主要的設定變動在於EVA。原版中的EVA是泛用人型決戰兵器，一種外表像機器人的兵器，而本作中的EVA則是只有被選上的孩子才能持有的稀有寶石，世上只有四個。持有者可以透過召喚的方式讓寶石具現化成人形，擁有戰鬥能力和尋寶能力，但EVA之間不能互相戰鬥。其他角色設定和劇情發展也有所不同，根據作者的說法是較為輕鬆的喜劇。

### 情節
碇真嗣是個個性內向、封閉的中學生，一次受到朋友劍介和冬二請託，找「加持偵探事務所」求助，結果被所長加持和共同經營者葛城半強迫地要求協助調查。與真嗣搭檔的助手薰在調查過程中展現了EVA（肆號機）的力量，成功完成委託。後來加持強硬地要真嗣留在偵探所工作，真嗣於是和薰展開同居生活，偶爾調查案子，並且拿到了EVA（初號機）。
真嗣和薰之後接獲要用EVA來回收五顆稀有寶石的任務，卻遭到偵探所的競爭公司「GI代理機構」阻撓，對方派來的人就是真嗣的女同學兼EVA（貳號機）持有者明日香。因為EVA不能互相戰鬥，真嗣和薰得以出奇招贏得一顆寶石。之後真嗣和同學及偵探所成員多次出遊，並和暗戀的女同學綾波零拉近距離。然而零也是GI成員兼EVA（零號機）持有者，旅遊中又取走了一顆寶石，這下子GI已經有三顆寶石。
真嗣和薰潛入GI想偷寶石，卻被明日香和零逮到，而GI的所長——真嗣以為已經去世的父親碇源堂也出現在他面前。真嗣就是因為幼時被告知父母離去才一直孤獨地生活，此次事件後，真嗣對偵探所感到更強烈的歸屬感，並靠著EVA取得最後一顆寶石。然而他意外聽到加持等人和源堂的談話，原來當初就是源堂要加持把真嗣拉進偵探所。真嗣感覺受到背叛，企圖阻撓源堂透過湊齊五顆寶石來實現願望的計劃。在偵探所成員的支持下，真嗣搶在源堂之前許下大家要一直在一起的願望。不過寶石早就失效，且源堂真正的願望就只是知道兒子真嗣的願望，如今也變相地達成了。真嗣打了源堂一拳，將往事一筆勾銷。之後，零和明日香搬到真嗣和薰隔壁，偵探所也繼續運作著。

## 出版書籍
| 卷数 | 角川書店      | 角川書店               | 台灣角川      | 台灣角川               |
| 卷数 | 發售日期      | ISBN                   | 發售日期      | ISBN                   |
| ---- | ------------- | ---------------------- | ------------- | ---------------------- |
| 1    | 2010年6月23日 | ISBN 978-4-04-854494-8 | 2013年1月18日 | ISBN 978-986-325-105-7 |
| 2    | 2011年1月22日 | ISBN 978-4-04-854590-7 | 2013年3月13日 | ISBN 978-986-325-262-7 |